# Новий медіевалізм
Новий медіевалізм — це термін, використаний Хедлі Буллом в анархічному суспільстві, щоб описати ерозію державного суверенітету в сучасному глобалізованому світі. Це призвело до виникнення міжнародної системи, яка нагадує одну середньовічну систему, де політична влада здійснювалася колом територіальними агентами, такі як релігійні організації, князівств, імперії і міста-держави, на відміну від однієї політичної влади, яке має повний суверенітет над своєю територією. Булл стверджує, що сучасна міжнародна система еволюціонує  в одну, з декількома перекриваючими джерелами енергії. Процеси, що характеризують цей «новий медіевалізм» включають в себе збільшення повноважень, що здійснюються регіональними організаціями, такими як Європейський союз, а також поширення суб-національних і децентралізованих урядів, такі як у Шотландії та Каталонії. Приватні військові компанії, транснаціональні корпорації і відродження в усьому світі релігійних рухів (наприклад, політичного ісламу) аналогічним чином вказують на зниження ролі держави і децентралізації влади та повноважень. Зовсім недавно, Ентоні Кларк Аренд стверджував у своїй книзі 1999 року, «Правові норми і Міжнародне товариство», що міжнародна система рухається до «неосередньовічної» системи. Він стверджує, що тенденції, які були відзначені Буллом в 1977 році стали ще  помітнішими до кінця двадцятого століття. Аренд стверджує, що поява «неосередньовічної» системи матиме серйозні наслідки для створення і функціонування міжнародного права.